# Повітряні сили Азербайджану
Повітряні сили Азербайджану (азерб. Azərbaycan hərbi hava qüvvələri) — вид Збройних сил Азербайджану.
Станом на 2006 рік, чисельність ПС Азербайджану становила 7 900 військових.

## Історія
Сучасна історія ПС Азербайджану почалася 8 квітня 1992 року, коли азербайджанський льотчик старший лейтенант Вагіф Курбанов, який служив на авіаційній базі Сіталчай, де базувався 80-й окремий штурмовий авіаполк, викрав літак Су-25 і посадив його на цивільному аеродромі в місті Євлах. Надалі кількість бойових літаків постійно зростала. Збільшилася також кількість пілотів та покращився їх рівень бойової підготовки. Так, в 1995 році у ПС було всього кілька льотчиків, тепер у лавах збройних сил Азербайджану налічується кілька сотень добре навчених пілотів. Більшість пілотів ПС Азербайджану проходили курси і стажування в Туреччині, Німеччині, США та інших країнах.
Якість бойових літаків теж покращився — на місце старих моделей закуповуються новіші, в основному в Україні та Росії. Велика увага приділяється соціальній забезпеченості офіцерів ПС.
З недавніх пір війська протиповітряної оборони приєднані до ПС Азербайджану. У строю залишаються зенітно-ракетні комплекси С-75 і С-125 класу «земля-повітря», військові зенітно-ракетні комплекси «Круг» і «Оса». Разом з радарними станціями ППО країни здатне відслідковувати не тільки власний повітряний простір, а й повітряний простір держав в прикордонній смузі.

## Техніка та озброєння
На озброєнні ПС Азербайджану знаходиться наступна техніка та засоби ураження: (англ.)
| Тип                | Фото          | Виробництво/Країна | Призначення               | Варіант          | Кількість     | Примітки |
| Бойові літаки      | Бойові літаки | Бойові літаки      | Бойові літаки             | Бойові літаки    | Бойові літаки | Бойові літаки |
| ------------------ | ------------- | ------------------ | ------------------------- | ---------------- | ------------- | --- |
| Міг-21             |               | СРСР               | Багатоцільовий винищувач  |                  | 11            | |
| Міг-29             |               | СРСР               | Багатоцільовий винищувач  |                  | 14            | |
| JF-17 Thunder      |               | Пакистан           | Багатоцільовий винищувач  | JF-17C Block III | 60+           | У 2024 році Азербайджан купує в Пакистану літаки JF-17 на заміну МіГ-29 в кількості 60 одиниць та повністю оновити парк своєї бойової авіації. |
| Су-25              |               | СРСР               | Багатоцільовий Штурмовик  |                  | 32            | |
| Тренувальний літак |               |                    |                           |                  |               | |
| Л-39 «Альбатрос»   |               | Чехія              | Навчально-бойовий літак   |                  | 12            | |
| Транспортний літак |               |                    |                           |                  |               | |
| Іл-76              |               | СРСР               | Багатоцільовий літак      |                  | 5             | |
| Гелікоптери        |               |                    |                           |                  |               | |
| Мі-2               |               | СРСР               | Багатоцільовий Гелікоптер |                  | 7             | |
| Мі-17              |               | СРСР               | Багатоцільовий Гелікоптер |                  | 70            | замовлено 15 |
| Мі-24              |               | СРСР               | Ударний гелікоптер        | Мі-24/35         | 24            | |
| Ка-32              |               | СРСР               | гелікоптер                |                  | 4             | |

## Пункти базування

Основні військово-повітряні бази Азербайджану

| Місце розташування | Координати                                                            | Найменування авіабази | ЗПС (довжина, покриття)            | Технічне оснащення |
| ------------------ | --------------------------------------------------------------------- | --------------------- | ---------------------------------- | ------------------ |
|                    |                                                                       |                       |                                    |                    |
| Кюрдамир           | 40°16′25″ пн. ш. 48°09′49″ сх. д. / 40.27361° пн. ш. 48.16361° сх. д. | АБ Кюрдамір           | 2500 м, бетон                      |                    |
| Гянджа             | 40°44′18″ пн. ш. 46°19′02″ сх. д. / 40.73833° пн. ш. 46.31722° сх. д. | АБ Гянджа             | ?                                  |                    |
| Баку               | 40°24′28″ пн. ш. 50°11′49″ сх. д. / 40.40778° пн. ш. 50.19694° сх. д. | АБ Кала               | 3000 м, бетон 3000 м, ґрунт        |                    |
| Шамкір             | 40°53′24″ пн. ш. 45°57′45″ сх. д. / 40.89000° пн. ш. 45.96250° сх. д. | АБ Далляр             | 2500 м, бетон                      |                    |
| Сумгаїт            | 40°35′27″ пн. ш. 49°33′15″ сх. д. / 40.59083° пн. ш. 49.55417° сх. д. | АБ Насосний           | 2500 м, бетон                      |                    |
| Ленкорань          | 38°45′06″ пн. ш. 48°48′39″ сх. д. / 38.75167° пн. ш. 48.81083° сх. д. | Аеропорт Ленкорань    | 3200 м, бетон (частково розібрана) |                    |

## Розпізнавальні знаки

Розпізнавальний знак Повітряних сил Азербайджану